# 佐々木彰造
佐々木 彰造（ささき しょうぞう、1902年〈明治35年〉2月 - 1966年〈昭和41年〉）は、日本の銀行家・佐々木銀行頭取、青森県多額納税者、地主。「布嘉」佐々木家4代目。青森県北津軽郡五所川原町長。

## 人物
青森県人・佐々木嘉太郎の長男。住所は青森県北津軽郡五所川原町（現五所川原市）。
1945年（昭和20年）五所川原町長に就任。その後、青森自動車部品社長、青菱自動車社長を歴任し、県内のモータリストの草分けとなった。

## 家族・親族
佐々木家
- 曽祖父・初代嘉太郎（1841年 - 1914年、呉服商、青森県多額納税者、大地主、貴族院議員、五所川原銀行頭取）
- 祖父・眞平[5]
- 父・二代嘉太郎（1879年 - 1961年、呉服商、青森県多額納税者[5]、貴族院議員、青森銀行頭取）
- 妻・貞子[2]、あるいは貞[3]（1908年 - ?、青森、渡邊佐助の長女[2]、あるいは二女[3]）
- 長男・誠造[2]（青森市長、1932年 - ）
- 三男[2]
- 長女[2]
- 二女[2]